# مکرم دبوب
مکرم دبوب (عربی: مكرم دبوب؛ زادهٔ ۲۳ دسامبر ۱۹۷۲) بازیکن سابق و مربی فوتبال اهل تونس است.
از باشگاه‌هایی که در آن بازی کرده‌است می‌توان به باشگاه فوتبال اسپرانس تونس و باشگاه فوتبال الجرجیسی اشاره کرد.